# George Villiers, 1. hertug af Buckingham
George Villiers, 1. hertug af Buckingham (20. august 1592 – 23. august 1628) var en engelsk minister, far til George Villiers, 2. hertug af Buckingham.
Buckingham var yngre søn af en adelig godsejer. I 1615 kom han i yndest hos kong Jakob I, snart efter tillige hos tronfølgeren Karl; hans friske kavalervæsen, hans rigdom på planer og udveje fortryllede de to tunge, gammeldags fyrster; men hans indflydelse har mere end noget andet ført til kongemagtens fald, så hensynsløs og letsindig var han i sin omgang både med penge og mennesker. 
Han steg hurtigt til de fineste hofstillinger, blev storadmiral, viscount Villiers, 1617 jarl af Buckingham og 1623 hertug, en titel, der genindførtes for hans skyld. Som den, der ledede uddelingen af al kongelig gunst og gave, drog han slægt og venner frem og blev selv landets næstrigeste godsejer. 
Han var marineminister (Lord High Admiral) i 1619-1628, og han var Lord High Steward under kroningen af Karl den 1. i 1626.
Hans udenrigspolitik bragte ham idelig i strid med parlamentet, især fordi han for at få penge til krigstog og subsidier indlod sig på tvangslån og andre ulovlige finansoperationer. En tid var han spanskvenlig og nær ved at gå over til katolicismen, men på en rejse 1623 til Madrid sammen med Karl, som skulde bejle til en spansk kongedatter, røg han uklar med de ledende mænd, der også stødtes af hans udsvævelser.
Nu vilde han føre England ud i kampen med de katolske stormagter i Trediveårskrigen. Dette var meget populært, men uheldige felttog, han satte i gang, ødelagde snart al tillid til ham. Efter Jakobs død 1625 tog han til Frankrig for at virke for en alliance mod Spanien, men Richelieus kampe mod huguenotterne stod i vejen, og Buckinghams sendelse er blevet mest kendt ved hans taktløse kurmageri til den franske dronning. 
To parlamenter måtte kongen opløse, fordi de anklagede hans yndling og krævede ham fjernet, og efter at Buckingham i 1627 havde haft uheld med et tog, han selv ledede for at undsætte huguenotterne, der belejredes i La Rochelle, var han så forhadt som aldrig før. I 1628 indgav et nyt parlament
petition of rights for at hindre gentagelse af hans overgreb. 
Kongen gik ind på dets krav og fik derved bevillinger til et nyt fransk krigstog, men stormløbene på Buckingham strandede atter. De gav imidlertid en personlig fjende, officeren John Felton, mod til at hævne sig. Han dræbte Buckingham med et knivstik, medens han i Portsmouth var i færd med at tage kommandoen over undsætningsflåden.